# قدرة لانهائية

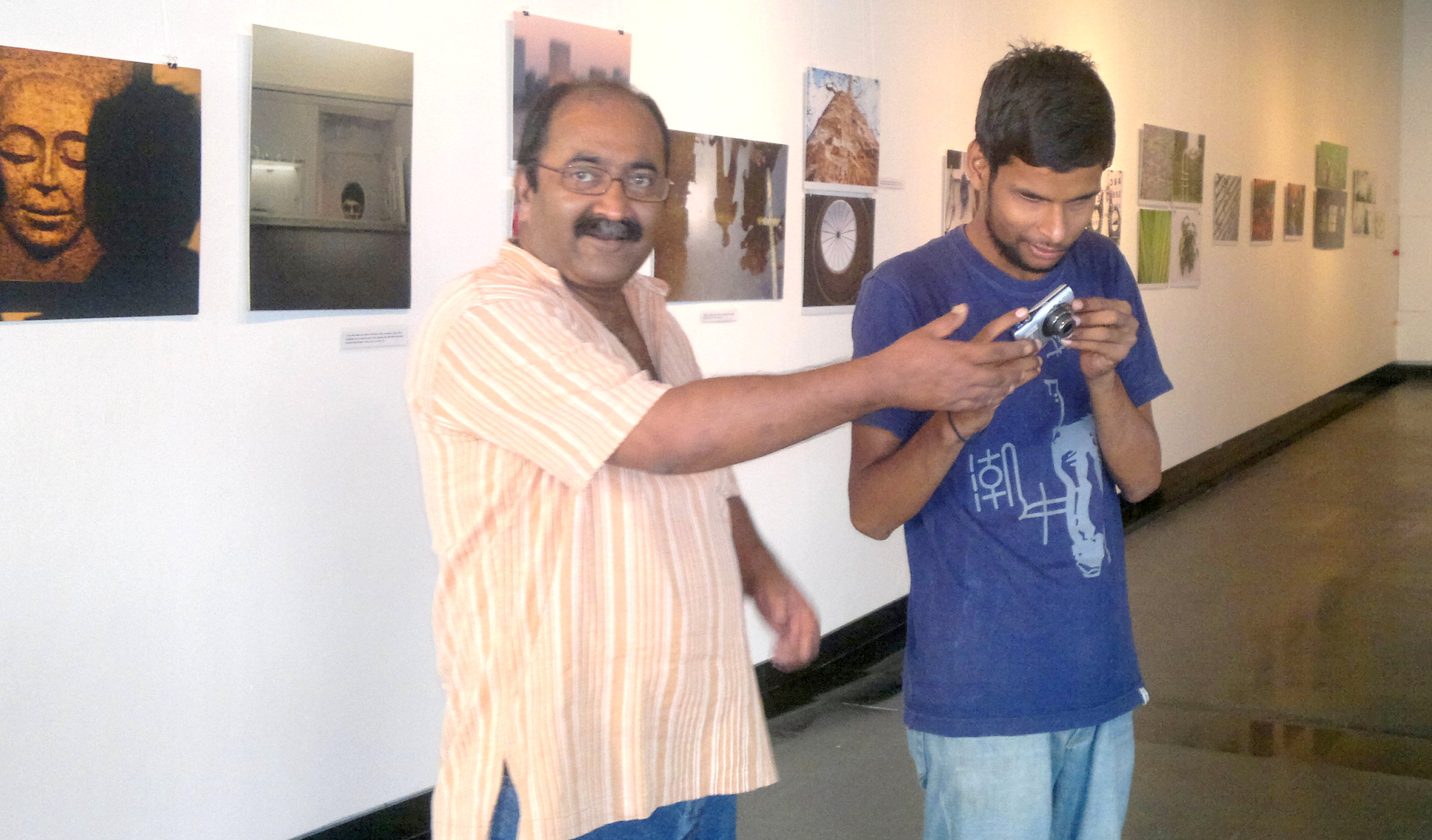

قدرة لانهائية (Infinite Ability) هي مجموعة ذات اهتمامات خاصة بالإعاقة في إطار العلوم الإنسانية الطبية ومجموعة من كلية العلوم الطبية (جامعة دلهي)، وقد أسسها الدكتور ساتندرا سينج في عام 2011. ويتمثل الغرض الأساسي من تكوين هذه المجموعة في تشجيع العاملين بالطب من المصابين بإعاقات والتنسيق بينهم من خلال مناهج العلوم الإنسانية الطبية التي يمكن أن تركز على أربعة أهداف للتعلم تقوم على الكفاءة وهي الطب القصصي: والطب التصويري; ومهارات العلاقات بين الأشخاص ومهارات التواصل ورعاية المريض والمهنية.
ومهمة المجموعة هي استكشاف الإعاقة من خلال العمل الإبداعي، ولتحقيق ذلك نظمت المجموعة أول ورشة عمل لها بعنوان مسرح المضطهدين لطلاب الطب بالهند. وكانت المجموعة مفيدة في تنظيم ورشة عمل فريدة بعنوان 'أعماه ضوء الكاميرا' (Blind with Camera) للطلاب ضعاف البصر في جامعة دلهي في عام 2012.
واجه دكتور ساتندرا سينج مؤسس المجموعة الربط الخاطئ لمولد جوناس سالك بيوم العالم، وتوضح كتاباته في مجلة طعم التحصين 'Vaccine' بمرجعيات ملائمة ومساهماته في تصحيح الدراسات. كما دفع تأييده المستمر المجلس الطبي بالهند إلى إرسال توجيهات لجميع المؤسسات الطبية في الهند حتى تكون المؤسسات الطبية 'متاحة' لذوي الإعاقة.

## وصلات خارجية
- Infinite Ability Home page